# Dobrzeń Wielki
Dobrzeń Wielki est une localité polonaise de la voïvodie et le powiat d'Opole. Elle est le siège de gmina qui porte son nom. 